# Vogt-Küste
Koordinaten: 54° 27′ S, 3° 22′ O
Die Vogt-Küste (norwegisch Vogtkysten) ist ein 6,5 km langer Küstenabschnitt im Süden der Bouvetinsel. Er liegt zwischen der Landspitze Catoodden im Westen und dem Kap Fie im Osten. Nach Nordwesten schließt sich die Esmarch-Küste an, nach Nordosten die Mowinckel-Küste.
Wissenschaftler des Norwegischen Polarinstituts benannten sie 1980. Namensgeber ist der norwegische Diplomat, Politiker und Jurist Benjamin Vogt (1863–1947).